# ICarly (2021)
iCarly ist eine US-amerikanische Sitcom und die Fortsetzung der gleichnamigen Serie aus dem Jahr 2007. Premiere feierte die Serie am 17. Juni 2021 in den Vereinigten Staaten auf dem Streaming-Dienst Paramount+. Die Hauptrolle spielt erneut Miranda Cosgrove als Carly Shay.
Die deutsche Veröffentlichung der ersten Staffel erfolgte zum Deutschland-Start vom Streaming-Dienst Paramount+ am 8. Dezember 2022. Die Serie wurde im Oktober 2023 nach drei Staffeln eingestellt.

## Handlung
Neun Jahre sind seit dem Ende von der Webshow iCarly vergangen. Carly Shay ist nach Seattle zurückgekehrt und teilt sich eine Wohnung mit Harper. Carlys älterer Bruder Spencer ist ein wohlhabender Künstler geworden, nachdem er versehentlich eine berühmte Skulptur geschaffen hat. Nach zwei Scheidungen und einem gescheiterten Technologie-Startup ist Freddie Benson zusammen mit seiner 11-jährigen adoptierten Stieftochter Millicent zurück zu seiner Mutter gezogen. Erneut wohnen alle im Bushwell Plaza. Nachdem Carly von ihrem Freund verlassen wurde, mit dem sie eine gemeinsame Webshow starten wollte, beschließt sie ihre iCarly-Webshow wieder neu zu starten und ernsthafte Themen anzusprechen. Unterstützung erhält sie dabei von Freddie, Spencer und Harper. Sie lernt neue Bekanntschaften kennen und trifft alte Freunde und Feinde (z. B. Nevel Papperman oder Lewbert) wieder.
In der zweiten Staffel eröffnet Spencer ein eigenes Restaurant, während Freddie eine erfolgreiche Therapiehunde-App entwickelt und auf den Markt bringt. Dabei lernt er die Tiertherapeutin Pearl kennen, mit der er zusammenkommt. Carly feiert Erfolge mit ihrer Webshow und wird eine bekannte Influencerin. Aus diesem Grund engagiert sie Paul Denham als ihren Manager. Freddie kommt mit diesem zunächst nicht klar. Am Ende trennt sich Pearl von Freddie, da sie erkennt, dass dieser und Carly nach wie vor Gefühle füreinander haben.

## Produktion
Am 9. Dezember 2020 wurde angekündigt, dass die Jugendserie iCarly ein Revival erhält, das dann auf Paramount+ zu sehen sein wird. Miranda Cosgrove, Nathan Kress und Jerry Trainor schlüpfen zurück in ihre Rollen der Original-Serie, die mit den neuen Herausforderungen des Erwachsenenlebens kämpfen. Von den Hauptdarstellern aus der Vorgängerserie nicht beteiligt sind Jennette McCurdy und Noah Munck, die im Original Sam und Gibby spielten. McCurdy bestätigte im Februar 2021, dass sie ihre Schauspielkarriere beendet habe. Am Projekt beteiligt sind außerdem Jay Kogen und Ali Schouten, wobei ersterer im Februar 2021 das Projekt, aufgrund von Meinungsverschiedenheiten mit Miranda Cosgrove, wieder verließ. Im März 2021 wurden Laci Mosley als Harper, die Carlys Mitbewohnerin und neue beste Freundin spielt, sowie Jaidyn Triplett als Millicent, die Freddies von sozialen Medien besessene Stieftochter spielt, in die Besetzung aufgenommen. Zusätzlich hat die Produktion der Episoden offiziell begonnen.
Die erste Staffel umfasst 13 Episoden. Am 14. Mai 2021 verkündete der Cast von iCarly das Startdatum, den 17. Juni 2021. Am 1. Juni 2021 wurde der erste Trailer veröffentlicht. Am 9. Juni 2021 wurde die überarbeitete Intro-Sequenz präsentiert. Seit dem 17. Juni 2021 sind die ersten drei Folgen verfügbar. Die weiteren Folgen wurden in einem wöchentlichen Zyklus veröffentlicht. Der Start für Lateinamerika, Skandinavien und Australien war im Spätsommer 2021. Am 15. Juli 2021 wurde angekündigt, dass das Revival um eine 2. Staffel verlängert wird. Am 2. März 2022 wurde ein Trailer veröffentlicht, welcher den 8. April 2022 als Startdatum für die ersten beiden Episoden bekannt gibt. Acht weitere Episoden sollen in den kommenden Wochen folgen.
Am 27. Juli 2022 wurde eine dritte Staffel für 2023 angekündigt. Am 11. Mai 2023 veröffentlichte Paramount+ zusammen mit einem ersten Trailer zur dritten Staffel ebenfalls ein offizielles Poster. In der USA startete die dritte Staffel am 1. Juni 2023 auf Paramount+.
Am 4. Oktober 2023 gab Paramount+ bekannt, dass die Serie nach 3 Staffeln abgesetzt wird. Fans der Serie haben wegen der Absetzung eine Petition gestartet mit dem Hashtag „WeWantICarlyS4“, mit dieser Aktion erhoffen sich die Fans eine vierte Staffel trotz Absetzung zu erhalten.

## Besetzung und Synchronisation

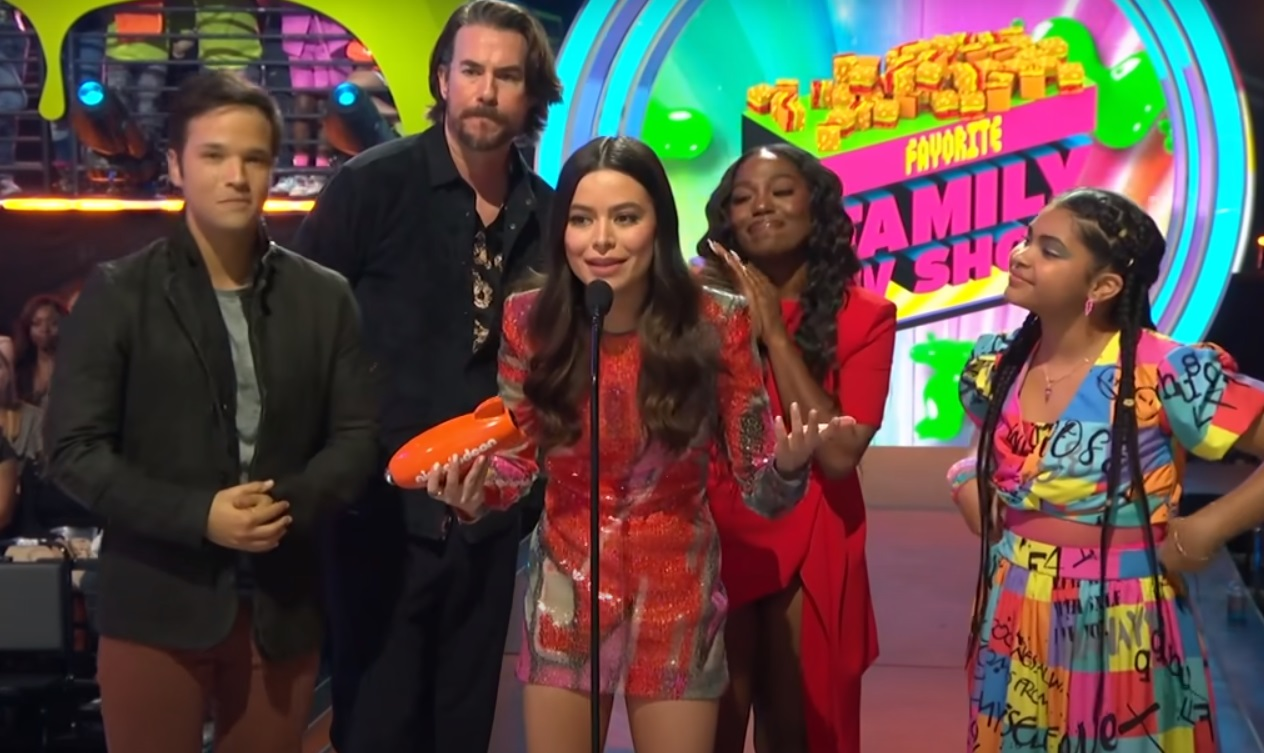
Hauptdarsteller von links: Nathan Kress (Freddie), Jerry Trainor (Spencer), Miranda Cosgrove (Carly), Laci Mosley (Harper), Jaidyn Triplett (Millicent)

Am 14. Februar 2022 begann das Berliner Studio EuroSync die Arbeit an der deutschen Synchronisation des Reboots, welches auch schon für die Originalserie verantwortlich war. Unter anderem Rubina Nath als Carly Shay, Julien Haggège als Spencer Shay und Christin Marquitan als Mrs. Benson kehren in ihre alten Sprechrollen zurück. Janina Richter übernimmt die Dialogregie.
| Figur              | Darsteller       | Deutscher Sprecher | Hauptrolle |
| ------------------ | ---------------- | ------------------ | ---------- |
| Carly Shay         | Miranda Cosgrove | Rubina Nath        | 1.01–3.10  |
| Spencer Shay       | Jerry Trainor    | Julien Haggège     | 1.01–3.10  |
| Freddie Benson     | Nathan Kress     | Christian Zeiger   | 1.01–3.10  |
| Harper Bettencourt | Laci Mosley      | Marie-Isabel Walke | 1.01–3.10  |
| Millicent Mitchell | Jaidyn Triplett  | Valentina Bonalana | 1.01–3.10  |

| Figur               | Darsteller                | Deutscher Sprecher | Nebenrolle                  |
| ------------------- | ------------------------- | ------------------ | --------------------------- |
| Beau                | Conor Husting             |                    | 1.01, 1.13–2.01             |
| Luke Tyler          | Rushi Kota                |                    | 1.01                        |
| CJ                  | Thomas Ochoa              | Alex Friedland     | 1.01, 1.09                  |
| Justin              | JT Neal                   | Philip Süß         | 1.02                        |
| Willow              | Josie Totah               |                    | 1.03                        |
| Gräfin Debra        | Fortune Feimster          |                    | 1.04                        |
| Prunella Pitz       | Bailey Stender            | Anni C. Salander   | 1.05                        |
| Julia               | Jessika Van               |                    | 1.05                        |
| Alexavier           | Joel Kim Booster          | Lucas Wecker       | 1.06                        |
| Mystischer Zagnut   | Joey Rich                 |                    | 1.06                        |
| Argentina Woolridge | Christine Taylor          |                    | 1.07                        |
| Toji                | Rachel Marsh              | Angelina Geisler   | 1.07                        |
| Tia                 | Emma Fassler              | Dina Kürten        | 1.07                        |
| Gwen                | Carmela Zumbado           |                    | 1.08, 3.09                  |
| Maeve               | Lyric Lewis               | Diana Borgwardt    | 1.10–1.12                   |
| Brooke              | Esther Povitsky           | Peggy Pollow       | 1.10                        |
| Double Dutch        | Poppy Liu                 |                    | 1.11–2.01                   |
| Wes                 | Josh Plasse               |                    | 1.11–2.01                   |
| Regina              | Kimia Behpoornia          | Elisa Bannat       | 1.11                        |
| Sylvia              | Brenda Ballard            |                    | 1.12                        |
| Pearl               | Mia Serafino              | Anne Düe           | 2.01, 2.04–2.05, 2.08, 2.10 |
| Boris               | Jonathan Trevone Moore    |                    | 2.01                        |
| Emily               | Lori Mae Hernandez        |                    | 2.01                        |
| Tati                | Bella Shepard             |                    | 2.01                        |
| Richterin Greene    | Carlease Burke            |                    | 2.02                        |
| Olive               | Malea Emma Tjandrawidjaja |                    | 2.02                        |
| Trina               | Samantha Klein            |                    | 2.02                        |
| Kaufhaus Cop Mike   | David Theune              |                    | 2.03                        |
| Nick                | Micah McNeil              |                    | 2.03                        |
| Yusaku              | Hideo Kimura              |                    | 2.03                        |
| Jen                 | Bridge Barrera            | Birte Baumgardt    | 2.03                        |
| Vinny               | Tony Amendola             |                    | 2.04                        |
| Paul Denham         | Josh Peck                 | Manuel Straube     | 2.06, 2.08                  |

| Figur                    | Darsteller      | Deutscher Sprecher  | Episoden                               |
| ------------------------ | --------------- | ------------------- | -------------------------------------- |
| Mrs. Benson              | Mary Scheer     | Christin Marquitan  | 1.01, 1.08, 2.01–2.02, 2.05–2.06, 2.10 |
| Nora Dershlit            | Danielle Morrow | Marie-Luise Schramm | 1.04                                   |
| Nevel Papperman          | Reed Alexander  | Hannes Maurer       | 1.06                                   |
| Schulleiter Ted Franklin | Tim Russ        | Michael Iwannek     | 1.06                                   |
| Duke Lubberman           | Douglas Brochu  |                     | 1.06                                   |
| Griffin                  | Drew Roy        |                     | 1.09                                   |
| Lewbert                  | Jeremy Rowley   | Rainer Fritzsche    | 2.02                                   |
| Guppy Gibson             | Ethan Munck     |                     | 2.02                                   |
| Chuck                    | Ryan Ochoa      |                     | 2.02                                   |
| Großvater Shay           | Greg Mullavey   | Thomas Kästner      | 2.04                                   |
| Shane                    | James Maslow    |                     | 3.06                                   |

## Episodenliste

### Staffel 1
Die Erstausstrahlung der ersten Staffel erfolgte vom 17. Juni 2021 bis 26. August 2021 auf dem US-amerikanischen Streamingdienst Paramount+ in einem wöchentlichen Zyklus, wobei mit drei Episoden gestartet wurde. Am 8. Dezember 2022 wurde die erste Staffel auch in Deutschland auf Paramount+ veröffentlicht.
| Nr. (ges.) | Nr. (St.) | Deutscher Titel                   | Originaltitel                  | Erstausstrahlung USA | Deutschsprachige Erstausstrahlung (D) | Regie                | Drehbuch                                   |
| --- | --------- | --------------------------------- | ------------------------------ | -------------------- | ------------------------------------- | -------------------- | ------------------------------------------ |
| 1 | 1         | Alles auf Anfang                  | iStart Over                    | 17. Juni 2021        | 8. Dez. 2022                          | Phill Lewis          | Jay Kogen und Ali Schouten                 |
| Carly Shay steuert durch das nächste Kapitel ihres Lebens, lässt eine gescheiterte Beziehung hinter sich und erfindet ihre Webshow neu. Währenddessen kann Spencer die Tatsache nicht akzeptieren, dass Harper seine neueste Skulptur nicht mag. |           |                                   |                                |                      |                                       |                      |                                            |
| 2 | 2         | Ich entschuldige mich!            | iHate Carly                    | 17. Juni 2021        | 8. Dez. 2022                          | Jean Sagal           | Steve und Jim Armogida                     |
| Carly findet es erfrischend, einen Kerl zu daten, der ihre Show noch nie gesehen hat, bis sie sein großes Geheimnis lüften kann. Währenddessen, als Spencer sich versehentlich mit Pfefferspray besprüht und eine Zeit lang nichts sehen kann, bittet er Freddie, ihm bei seinen täglichen Aktivitäten zu helfen. Gaststar: Danielle Morrow als Nora Dershlit |           |                                   |                                |                      |                                       |                      |                                            |
| 3 | 3         | Hass & Ekel                       | iFauxpologize                  | 17. Juni 2021        | 8. Dez. 2022                          | Jean Sagal           | Nasser Samara                              |
| Eine empörte Reaktion von Carly wird zusammen mit Spencers neuestem Kunstwerk zu einem beliebten Meme, das Carly zu neuem viralen Ruhm verhilft, während Spencer sich beleidigt fühlt und auf Rache sinnt. Millicent findet Freddies beunruhigende alte Social-Media-Posts, was sie auf eine brillante Idee bringt.                                           |           |                                   |                                |                      |                                       |                      |                                            |
| 4 | 4         | Ich stehe hinter Dir!             | iGot Your Back                 | 24. Juni 2021        | 8. Dez. 2022                          | Phill Lewis          | Danny Fernandez                            |
| Nachdem sie Harpers Hilfe für eine Veranstaltung mit rotem Teppich in Anspruch genommen hat, beginnt Carly daran zu zweifeln, dass Harper ihre Interessen versteht und stellt ihre Freundschaft in Frage. Währenddessen unternimmt Spencer außergewöhnliche Anstrengungen, um Freddie sein erstes Date nach der Scheidung zu verschaffen.                     |           |                                   |                                |                      |                                       |                      |                                            |
| 5 | 5         | Roboter-Hochzeit                  | iRobot Wedding                 | 1. Juli 2021         | 8. Dez. 2022                          | Anthony Rich         | Kate Stayman-London                        |
| Carlys Erzfeind Nevel lädt die Gruppe zu seiner Hochzeit ein, aber Carly vermutet, dass die Braut nicht das ist, was sie vorgibt zu sein. Harper und Spencer wetten, wer auf der Hochzeit die meisten Telefonnummern sammeln kann. Gaststar: Reed Alexander als Nevel Papperman                                                                               |           |                                   |                                |                      |                                       |                      |                                            |
| 6 | 6         | Der Geburtstagsfluch              | i’M Cursed                     | 8. Juli 2021         | 8. Dez. 2022                          | Anthony Rich         | Clay Lapari                                |
| Carly plant, ihren Geburtstag allein zu verbringen, um ihren gefürchteten Geburtstagsfluch abzuwehren, aber Spencer hat andere Pläne. Freddie versucht, seine Jugend zurückzuerobern. Harpers Idol lässt sie in Ehrfurcht erstarren. Gaststar: Tim Russ als Schulleiter Ted Franklin                                                                          |           |                                   |                                |                      |                                       |                      |                                            |
| 7 | 7         | Ich brauche Platz                 | iNeed Space                    | 15. Juli 2021        | 8. Dez. 2022                          | Anthony Rich         | Franchesca Ramsey                          |
| Carly und Harpers Suche nach einem besseren Platz zum Arbeiten führt sie zu einem Frauenclub, dessen Leiterin charismatisch und anspruchsvoll ist. Freddie meldet Millicent bei den Sunshine Girls an, doch stattdessen mobilisiert sie die Kinder als Arbeitskräfte für die Cupcake-Herstellung.                                                             |           |                                   |                                |                      |                                       |                      |                                            |
| 8 | 8         | Die Eltern-Falle                  | iLove Gwen                     | 22. Juli 2021        | 8. Dez. 2022                          | Morenike Joela Evans | Korama Danquah                             |
| Carly und Millicent arrangieren ein Date von Freddie mit seiner Ex-Frau Gwen, nachdem eine Reihe von Missverständnissen sie zu der Annahme verleitet hat, das Paar wolle wieder zusammenkommen. Millicent überredet Harper und Spencer dazu, bei ihrer Schulaufführung technische Hilfe zu leisten.                                                           |           |                                   |                                |                      |                                       |                      |                                            |
| 9 | 9         | In den Sand gesetzt               | iMLM                           | 29. Juli 2021        | 8. Dez. 2022                          | Anthony Rich         | Esther Povitsky                            |
| Ein neues Nahrungsergänzungsmittel in Pulverform scheint für die Gruppe sofortige Vorteile zu bringen, aber Freddies Hingabe an das Produkt setzt seine Zukunft aufs Spiel, nachdem Carly entdeckt hat, dass es sich um einen Marketing-Betrug handelt. Gaststar: Drew Roy als Griffin                                                                        |           |                                   |                                |                      |                                       |                      |                                            |
| 10 | 10        | Turteltauben und Pärchen-Massagen | iTake a Girls’ Trip            | 5. Aug. 2021         | 8. Dez. 2022                          | Morenike Joela Evans | Sarah Jane Cunningham und Suzie V. Freeman |
| Carlys erster Mädelsausflug verläuft nicht wie geplant, als die einzige andere Person auf der Reise Freddie ist. Harpers vermisste Cousine taucht wieder auf und verliebt sich sofort in Spencer. |           |                                   |                                |                      |                                       |                      |                                            |
| 11 | 11        | Selbst ist die Carly              | iCan Fix it Myself             | 12. Aug. 2021        | 8. Dez. 2022                          | Nathan Kress         | Jordan Mitchell                            |
| Carly ist überfordert, als sie versucht, ihr Auto selbst zu reparieren, anstatt um Hilfe zu bitten. Spencer versucht, Maeve dabei zu helfen, ihr Geheimnis vor Harper zu enthüllen. |           |                                   |                                |                      |                                       |                      |                                            |
| 12 | 12        | Carlys Kochkünste                 | iThrow a Flawless Dinner Party | 19. Aug. 2021        | 8. Dez. 2022                          | Phill Lewis          | Jacques Mouledoux                          |
| Carly plant eine Dinnerparty, um ihren Beziehungsstatus mit Wes zu klären, aber eine fehlerhafte App, Harpers Arbeitsprobleme und Spencers Liebesleben bringen ihren perfekt geplanten Abend durcheinander. |           |                                   |                                |                      |                                       |                      |                                            |
| 13 | 13        | Carlys Lebenswerk                 | iReturn to Webicon             | 26. Aug. 2021        | 8. Dez. 2022                          | Phill Lewis          | Ali Schouten                               |
| Die Gruppe rund um Carly plant zur Webicon zurückzukehren, wo sie auf einen alten Bekannten treffen. |           |                                   |                                |                      |                                       |                      |                                            |

### Staffel 2
Die Erstausstrahlung der zweiten Staffel erfolgt seit dem 8. April 2022 auf dem US-amerikanischen Streamingdienst Paramount+. Die zweite Staffel lief vom 9. Januar 2023 bis zum 6. Februar 2023 ebenfalls auf Paramount+.
| Nr. (ges.) | Nr. (St.) | Deutscher Titel                   | Originaltitel                          | Erstausstrahlung USA | Deutschsprachige Erstausstrahlung (D) | Regie                | Drehbuch            |
| --- | --------- | --------------------------------- | -------------------------------------- | -------------------- | ------------------------------------- | -------------------- | ------------------- |
| 14 | 1         | Beziehungschaos                   | iGuess Everyone Just Hates Me Now      | 8. Apr. 2022         | 9. Jan. 2023                          | Phill Lewis          | Ali Schouten        |
| Das Internet wendet sich gegen Carly, nachdem sie sowohl Wes als auch Beau abserviert hat. Um ihr Publikum zurückzugewinnen, täuscht Carly eine Beziehung mit Freddie vor. In der Zwischenzeit wird Spencer übereifrig, als er eine Launch-Party für Freddies neue App plant. Harper versucht, Double Dutchs Hund dazu zu bringen, sie zu mögen.                               |           |                                   |                                        |                      |                                       |                      |                     |
| 15 | 2         | Das verlorene Lachen              | iObject, Lewbert!                      | 8. Apr. 2022         | 9. Jan. 2023                          | Phill Lewis          | Danny Fernandez     |
| Carly muss sich mit Spencers und Freddies Hilfe vor Gericht verteidigen, nachdem Lewbert zurückkehrt und Schadensersatz für unzählige mentale Schäden fordert, die er wegen ihrer ursprünglichen Webshow erlitten hat. Millicent versucht, Harper zu ihrer neuen besten Freundin zu machen. Gaststars: Jeremy Rowley als Lewbert, Ethan Munck als Guppy & Ryan Ochoa als Chuck |           |                                   |                                        |                      |                                       |                      |                     |
| 16 | 3         | Ich bin nicht langweilig          | i'M Wild and Crazy                     | 15. Apr. 2022        | 16. Jan. 2023                         | Melissa Joan Hart    | Jonathan Fener      |
| Nach einer Runde „Noch nie in meinem Leben“ befürchtet Carly, dass sie zu langweilig ist, und macht sich auf, Harper zu beweisen, dass sie sich in einer wilden Nacht in der Stadt behaupten kann. Spencer findet neue Büroräume für Freddies App in den alten Räumen vom Groovy Smoothie.                                                                                     |           |                                   |                                        |                      |                                       |                      |                     |
| 17 | 4         | Der neue Assistent                | iHire A New Assistant                  | 22. Apr. 2022        | 16. Jan. 2023                         | Phill Lewis          | Heather Flanders    |
| Als Opa zu Besuch kommt, stellt Carly ihn als ihren Assistenten ein, während Spencer entschlossen ist, sich endlich seinen Respekt zu verschaffen. Harper hilft Freddie mit seinem Horoskop und stellt entsetzt fest, dass die beiden perfekt zusammenpassen. Gaststar: Greg Mullavey als Großvater Shay                                                                       |           |                                   |                                        |                      |                                       |                      |                     |
| 18 | 5         | Mister Cool Guy                   | iCupid                                 | 29. Apr. 2022        | 23. Jan. 2023                         | Anthony Rich         | Eliot Glazer        |
| Carly beauftragt eine Kupplerin, um für Spencer eine Frau fürs Leben zu finden. Als dieser sich aber in die Kupplerin verliebt, muss Carly sie überzeugen, dass Spencer ihr Typ ist. Freddie ist bereit auszuziehen, aber das ist schwerer als gedacht. |           |                                   |                                        |                      |                                       |                      |                     |
| 19 | 6         | Das schlechte Restaurant          | iBuild A Team                          | 6. Mai 2022          | 23. Jan. 2023                         | Nathan Kress         | Michael Hobert      |
| Um die Stimmung zwischen Freddie und dem neuen Produzenten Paul aufzulockern, schleppt Carly sie in einen Escape Room. Hier lernen beide schließlich, wie sie sich ergänzen und gut zusammenarbeiten können. Gaststar: Josh Peck als Paul |           |                                   |                                        |                      |                                       |                      |                     |
| 20 | 7         | Castings, Politik und Drag Nights | iDragged Him                           | 13. Mai 2022         | 31. Jan. 2023                         | Melissa Joan Hart    | Kate Stayman-London |
| Carly bewirbt sich mit Spencer als Partner bei einem TV-Wettbewerb. Seine ehrgeizige Taktik verursacht Spannungen zwischen den beiden. Harper organisiert die Drag Night einer Hollywood-Ikone und Freddie hilft Millicent beim Politik-Planspiel. |           |                                   |                                        |                      |                                       |                      |                     |
| 21 | 8         | Das heiße Girl                    | i'M a USA Bae                          | 20. Mai 2022         | 31. Jan. 2023                         | Morenike Joela Evans | Clay Lapari         |
| Carly wird zur USA Bae Puppe! Doch als die „Influencer“-Puppe nicht aussieht wie sie, muss Carly entscheiden, welche Botschaft sie an ihre Fans senden will. Spencer will Freddie mit einem domestizierten Affen bei seinen Beziehungsproblemen helfen. Gaststar: Josh Peck als Paul                                                                                           |           |                                   |                                        |                      |                                       |                      |                     |
| 22 | 9         | Der Fight Club                    | iHit Something                         | 27. Mai 2022         | 6. Feb. 2023                          | Nathan Kress         | Korama Danquah      |
| Gedemütigt als Opfer eines viralen Pranks, findet Carly mit Harpers Hilfe ein Ventil für ihre Wut: Sie landen gemeinsam in einem geheimen Fight Club für Influencer. Spencer und Freddie helfen Millicent bei einem Jungs-Problem. |           |                                   |                                        |                      |                                       |                      |                     |
| 23 | 10        | Ein schlechtes Omen               | iThrow A Flawless Murder Mystery Party | 3. Juni 2022         | 6. Feb. 2023                          | Morenike Joela Evans | Jacques Mouledoux   |
| Freddies neue Freundin plant mit Carly die perfekte Geburtstagsparty für Freddie. Doch Carlys Einsicht in das, was Freddie glücklich macht, enthüllt Verblüffendes über ihre Beziehung. Spencer und Harper wollen die Party für neue Dates früh verlassen. |           |                                   |                                        |                      |                                       |                      |                     |

### Staffel 3
Die Erstausstrahlung der dritten Staffel erfolgte seit dem 1. Juni 2023 auf dem US-amerikanischen Streamingdienst Paramount+ in einem wöchentlichen Zyklus, wobei mit zwei Episoden gestartet wurde. In Deutschland werden die Folgen seit dem 25. August 2023 veröffentlicht.
| Nr. (ges.) | Nr. (St.) | Deutscher Titel                | Originaltitel              | Erstausstrahlung USA | Deutschsprachige Erstausstrahlung (D) | Regie                | Drehbuch                             |
| ---------- | --------- | ------------------------------ | -------------------------- | -------------------- | ------------------------------------- | -------------------- | ------------------------------------ |
| 24         | 1         | Amore Triangula                | iBuckled                   | 1. Juni 2023         | 25. Aug. 2023                         | Phill Lewis          | Ali Schouten-Seeks                   |
| 25         | 2         | Heiße Dates und fliegende Äxte | iLove Your Shoes           | 1. Juni 2023         | 25. Aug. 2023                         | Phill Lewis          | Erica Montolfo-Bura                  |
| 26         | 3         | Neue alte Erinnerungen         | iMake New Memories         | 8. Juni 2023         | 1. Sep. 2023                          | Anthony Rich         | Kate Stayman-London                  |
| 27         | 4         | Alle sollen’s wissen           | iGo Public                 | 15. Juni 2023        | 8. Sep. 2023                          | Morenike Joela Evans | Dave Malkoff                         |
| 28         | 5         | Schmeckt nach Rache            | iFaked It                  | 22. Juni 2023        | 15. Sep. 2023                         | Nathan Kress         | Julia Ahumada Grob                   |
| 29         | 6         | Das Klassentreffen             | iReunited and It Felt Okay | 29. Juni 2023        | 22. Sep. 2023                         | Phill Lewis          | Eliot Glazer                         |
| 30         | 7         | Klassische Carly               | iGo to Toledo              | 6. Juli 2023         | 29. Sep. 2023                         | Nathan Kress         | Nasser Samara                        |
| 31         | 8         | Klunker für die Katz           | iCause a Cat-astrophe      | 13. Juli 2023        | 6. Okt. 2023                          | Jerry Trainor        | Harry Hannigan                       |
| 32         | 9         | Ökosystem in Not               | iCreate a New Ecosystem    | 20. Juli 2023        | 13. Okt. 2023                         | Phill Lewis          | Aydrea Walden                        |
| 33         | 10        | Die Hochzeit                   | iHave A Proposal           | 27. Juli 2023        | 20. Okt. 2023                         | Phill Lewis          | Melanie Kirschbaum & Alexandra Decas |